# Moderna
|  | Afsnittet berører endnu ikke Modernas myndighedsgodkendte vaccine mod COVID-19. Bør opdateres. (da) |

Moderna Inc. (opr. ModeRNA Therapeutics) er et amerikansk biotekselskab, der blandt andet udvikler vacciner.
Det blev grundlagt i 2010 og udvikler lægemidler baseret på messenger RNA, mRNA.
Virksomheden har hovedkontor i Cambridge i Massachusetts i USA.
Moderna forsøger at introducere syntetisk mRNA i levende celler hos patienter, der skulle gøre det muligt for cellerne at blive omprogrammeret til at skabe individualiserede terapier og vacciner snarere end at blive skabt eksternt og injiceret som med konventionelle lægemidler. Det er en ny teknik, som er blevet opgivet af flere store farmaceutiske og bioteknologiske virksomheder, da det ikke var muligt at overvinde de farlige bivirkninger ved at få RNA ind i celler.
Maj 2020 er intet mRNA-lægemiddel godkendt til brug på mennesker.

## Coronavirusvaccine
|  | Dette afsnit behøver opdatering som erfaringer med vacciner indløber (en) |

Januar 2020 meddelte Moderna om udviklingen af en vaccine til hæmning af COVID-19 coronavirus. Modernas teknologi er en messenger RNA-forbindelse (compound) kaldet mRNA-1273, som hæmmer SARS-CoV-2, der koder for en form af virussens spike-protein. Vaccinekandidaten er af den RNA-baserede vaccinetype og udvikles i et samarbejde mellem Moderna og US National Institute of Allergy and Infectious Diseases (NIAID).
25. maj 2020 iværksatte Moderna et klinisk fase IIa-forsøg ('proof of concept') med 600 voksne deltagere for at vurdere sikkerheden og forskellene i antistofrespons på to doser af virksomhedens kandidatvaccine, mRNA-1273.
27. juli begyndte fase 3 i USA med test af op til 30.000 frivillige. Halvdelen får placebo. EU forhandler en købsaftale på 80 millioner doser til alle EU-lande plus Norge, hvis vaccinen er sikker og effektiv mod COVID-19. Det er også en af de vacciner, Norge kan få adgang til gennem den globale COVAX-alliance. USA har investeret kraftigt i dette gennem Operation Warp Speed med ordrer på 100 millioner doser.
16. november 2020 blev det meddelt at en RNA-vaccine mod COVID-19 skulle være ca. 94% effektiv. 30.000 forsøgspersoner indgik, og det blev undersøgt om et udbrud af sygdommen kunne forhindres.